# L'Hiver de nos contenus monétisés
L'Hiver de nos contenus monétisés (France) ou 110 pour sang (Québec) (The Winter of Our Monetized Content) est un épisode de la série télévisée d'animation Les Simpson. Il s'agit du premier épisode de la trente-et-unième saison et du 663e de la série.

## Synopsis
À la suite d'une vidéo virale dans laquelle Homer et Bart se battent ensemble, ils deviennent des stars d'internet. Un conseiller les aide alors pour faire progresser leur popularité, mais la relation qu'entretiennent père et fils va mettre des bâtons dans les roues à leur carrière de vidéastes. Pendant ce temps, Lisa est envoyée en retenue pour une faute involontaire et voit une nouvelle politique de retenues être appliquée à l'école élémentaire de Springfield...

## Réception
Lors de sa première diffusion, l'épisode a attiré 2,33 millions de téléspectateurs.